# Siegfried Atzinger
Siegfried Atzinger (22 de Outubro de 1916 - † 30 de Março de 1954) foi um comandante de U-Boot que serviu na Kriegsmarine durante a Segunda Guerra Mundial.